# Kongoussi

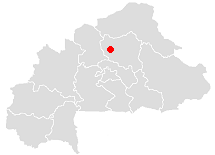
Kongoussis läge i Burkina Faso.

Kongoussi är en stad och kommun i centrala Burkina Faso och är administrativ huvudort för provinsen Bam. Staden hade 25 172 invånare vid folkräkningen 2006, med totalt 70 840 invånare i hela kommunen.